# Mar de Kara
El mar de Kara (en rus, Ка́рское мо́ре, Kàrskoie more) és una part de l'oceà Àrtic que banya les costes del nord de Sibèria, situat entre l'arxipèlag de Nova Terra a l'oest i l'arxipèlag de la Terra del Nord a l'est. A la part occidental comunica amb el mar de Barentsz a través de l'estret de Kara, i a la part oriental comunica amb el mar de Làptev a través de l'estret de Vilkitski.
En última instància, les mars de Kara, Barentsz i Laptev són totes extensions de l'oceà Àrtic al nord de Sibèria. Porta el nom del riu Kara (que flueix cap a la badia de Baidaratskaia), que ara és relativament insignificant però que va exercir un paper important en la conquesta russa del nord de Sibèria.
El nom del riu Kara es deriva d'una paraula del Iurac que significa "gel burlat".
El límit nord de la mar de Kara està marcat geogràficament per una línia que va des de Cap Kohlsaat a l'illa Graham Bell, Terra de Francesc Josep, fins a Cap Molotov (Cap Àrtic), el punt més septentrional de l'illa de Komsomolets és la Terra del Nord.
Fa uns 1.450 km de llarg i 970 km d'ample i ocupa una extensió d'uns 880,000 km². La profunditat mitjana és de 110 m.
Els seus principals ports són Novy Port i Dickson i és important com a calador de pesca, tot i que el mar està glaçat durant tots els mesos de l'any excepte dos. El mar de Kara conté el jaciment East-Prinovozemelski (una extensió de la conca petrolífera de la Sibèria occidental), que conté petroli i gas natural no desenvolupats. El 2014, les sancions del govern dels EUA van fer que Exxon tingués fins al 26 de setembre per interrompre les seves operacions al mar de Kara.
El mar de Kara rep una gran quantitat d'aigua dolça a través dels rius que hi desemboquen: Obi, Ienissei, Piasina i Taimira, per tant la seva salinitat és molt variable.
És important per la seva producció pesquera, tot i que el mar està glaçat gairebé tot l'any (només es veu lliure de gel durant un parell de mesos). Hi ha la possibilitat que sota les aigües hi hagi reserves significatives de petroli o gas natural, tot i que aquest extrem no està confirmat.
Hi ha una forta polèmica sobre els residus nuclears que hi hagin pogut abocar els russos i sobre l'efecte que puguin tenir en l'ambient marí de la zona.

## Geografia

### Extensió
L'Organització Hidrogràfica Internacional defineix els límits del mar de Kara de la següent manera:
A l'oest. El límit oriental del Mar de Barentsz Cap Kohlsaat a Cap Zhelaniya; Costa oest i sud-oest de Nova Terra fins al cap Kussov Noss i des d'allí fins al cap d'entrada occidental, badia de Dolgaya (70° 15′ N, 58° 25′ E / 70.250°N,58.417°E) a l'illa Vaigatx. Per l'illa Vaigatx fins al cap Greben; d'allí fins al cap Belyi Noss al continent].
Al nord. Cap Kohlsaat a Cap Molotov (81° 16′ N, 93° 43′ E / 81.267°N,93.717°E) (extrem nord de Terra del Nord a l'Illa Komsomólets).
A l'est. Illa Komsomolets des del cap Molotov fins al sud-est del cap; des d'allí fins al cap Vorochilov, l'illa de la Revolució d'Octubre fins al cap Anuchin. Després cap al cap Unslicht a Illa Bolxevic i fins al cap Ievgenov. Des d'allí fins al cap Prontxisthehev a la terra principal (vegeu la carta russa núm. 1484 de l'any 1935).

### Illes

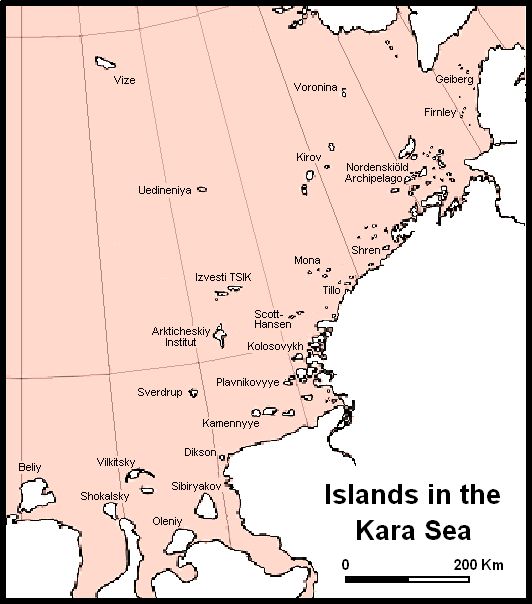
Illes principals i grups d'illes a les regions central i oriental del mar de Kara.

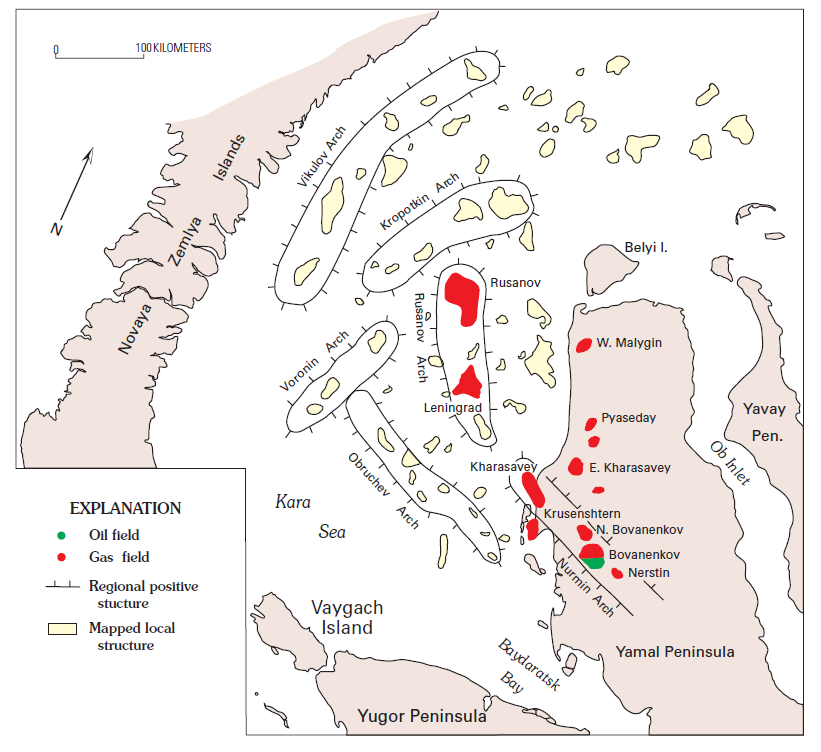
Mapa geològic del mar de Kara

Hi ha moltes illes i grups d'illes al mar de Kara. A diferència dels altres mars marginals de l'Àrtic, on la majoria de les illes es troben al llarg de les costes, al mar de Kara hi ha moltes illes, com les illes Illes de l'Institut Àrtic, les Izvesti Tsik, les illes Kírov, Uiedinenia o Lonely Island, Wiese i Voronina es troben al mar obert de les seves regions centrals.
El grup més gran del mar de Kara és, amb diferència, l'arxipèlag de Nordenskiöld, amb cinc grans subgrups i més de noranta illes. Altres illes importants del mar de Kara són l'Illa Blanca, Dickson, Taimir, les illes Kamennie i l'illa Oleni. Malgrat l'alta latitud, totes les illes no estan glaçades excepte l'illa Uixakova a l'extrem nord del mar de Kara.

### Patrons actuals
Els patrons de circulació de l'aigua al mar de Kara són complexos.
El mar de Kara tendeix a estar cobert de gel entre setembre i maig, i entre maig i agost molt influenciat per l'escorrentia d'aigua dolça (aproximadament 1200 km 3 yr −1) dels rius russos (per exemple, Obi, Ienissei, Pyasina, Pur i Taz). El mar de Kara també es veu afectat per l'entrada d'aigua del mar Mar de Barentsz, que aporta 0,6 Sv a l'agost i 2,6 Sv al desembre. L'aigua advecta prové de l'Atlàntic, però es refreda i barreja amb aigua dolça al mar de Barents abans d'arribar al mar de Kara. Les simulacions amb el model oceànic de la plataforma d'Hamburg (HAMSOM) suggereixen que no hi ha cap patró típic de corrent d'aigua al mar de Kara durant tot l'any. Segons l'escorrentia d'aigua dolça, els patrons de vent dominants i la formació de gel marí, els corrents d'aigua canvien.

## Història
El mar de Kara era conegut antigament com Oceanus Scythicus o Mare Glaciale i apareix amb aquests noms als mapes del segle XVI. Com que està tancat pel gel la major part de l'any, va romandre gairebé sense explorar fins a finals del segle xix.
El 1556 Steven Borough va navegar al Searchthrift per intentar arribar al riu Obi, però va ser aturat pel gel i la boira a l'entrada del mar de Kara. No va ser fins al 1580 que una altra expedició anglesa, dirigida per Arthur Pet i Charles Jackman, va intentar el seu pas. Tampoc no van poder penetrar-hi, i Anglaterra va perdre l'interès a buscar el pas del Nord-est.
El 1736–1737, l'almirall rus Stepan Malygin va emprendre un viatge des de l'illa Dolgy al Mar de Barentsz. Els dos vaixells d'aquesta primera expedició eren el Perviy, sota el comandament de Malygin i el Vtoroy al comandament del capità A. Skuratov. Després d'entrar al poc explorat mar de Kara, van navegar cap a la desembocadura del riu Obi. Malygin va fer observacions acurades d'aquestes zones gairebé desconegudes de la costa àrtica russa. Amb aquest coneixement va poder dibuixar el primer mapa una mica precís de les costes àrtiques entre el Riu Petxora i el riu Obi.
El 1878, l'explorador finlandès Adolf Erik Nordenskiöld a bord del vaixell Vega va travessar el mar de Kara des de Göteborg, al llarg de la costa de Sibèria, i malgrat els blocs de gel, va arribar als 180° de longitud a principis de setembre. Congelat durant l'hivern al Mar dels Txuktxis, Nordenskiöld esperava i intercanviava amb els txuktxis locals. El juliol següent, el Vega va ser alliberat del gel i va continuar cap a Yokohama, Japó. Es va convertir en el primer a forçar el pas del Nord-est. El grup d'illes més gran del mar de Kara, l'arxipèlag de Nordenskiöld, va ser batejat així en el seu honor. L'any 1912 va ser tràgic per als exploradors russos al mar de Kara. En aquell fatídic any, el gel ininterromput i consolidat va bloquejar el camí a la Ruta del Mar del Nord i tres expedicions que havien de travessar el mar de Kara van quedar atrapades i van fracassar: Sedov al vaixell St. Foka, Brusilov al Sta. Anna i Rusanov al Gercules. Georgy Sedov tenia la intenció d'arribar a la Terra de Franz Josef en vaixell, deixar un dipòsit allà i pujar amb trineu. A causa del gel, el vaixell només va poder arribar a Nova Terra el primer estiu i va hivernar a la Terra de Francesc Josep. El febrer de 1914 Sedov es va dirigir al pol Nord amb dos mariners i tres trineus, però va caure malalt i va morir a l'Illa de Rodolf. Georgy Brusilov va intentar navegar pel pas del Nord-est, va quedar atrapat al mar de Kara i va derivar cap al nord durant més de dos anys arribant a la latitud 83° 17' N. Tretze homes, encapçalats per Valerian Albanov, van abandonar el vaixell i van començar a creuar el gel fins a la Terra de Francesc Josep, però només Albanov i un mariner (Alexander Konrad) van sobreviure després d'una terrible prova de tres mesos. Els supervivents van portar el registre del vaixell de Santa Anna, el mapa de la seva deriva i els registres meteorològics diaris, però el destí dels que es van quedar a bord segueix sent desconegut. El mateix any l'expedició de Vladimir Rusanov es va perdre al mar de Kara. L'absència prolongada d'aquestes tres expedicions va despertar l'atenció del públic, i es van llançar unes quantes expedicions de rescat petites, incloent els cinc vols aeris de Jan Nagórski sobre el mar i el gel des de la costa NW de Nova Terra.
Després de la Revolució Russa de 1917, l'escala i l'abast de l'exploració del mar de Kara van augmentar molt com a part del treball de desenvolupament de la Ruta del Mar del Nord. Les estacions polars, cinc de les quals ja existien el 1917, van augmentar en nombre, proporcionant instal·lacions meteorològiques, de reconeixement del gel i de ràdio. El 1932 hi havia 24 estacions, el 1948 unes 80 i la dècada de 1970 més de 100. Es va desenvolupar l'ús de trencagels i, posteriorment, d'avions com a plataformes de treball científic. El 1929 i el 1930, el Trencagel Sedov va portar grups de científics a Terra del Nord, l'última part important del territori no estudiat a l'Àrtida soviètica; l'arxipèlag va ser completament cartografiat sota Georgy Ushakov entre 1930 i 1932.
Cal destacar tres creuers de l’Icebreaker Sadko, que anaven més al nord que la majoria; el 1935 i el 1936 es van examinar les últimes zones inexplorades al nord del mar de Kara i es va descobrir la petita i esquiva Illa Uixakova.
L'estiu de 1942, vaixells de guerra i submarins alemanys de la Kriegsmarine van entrar al mar de Kara per destruir el màxim de vaixells russos possibles. Aquesta campanya naval es va anomenar " Operació País de les Meravelles ". El seu èxit es va veure limitat per la presència de bancs de gel, així com pel mal temps i la boira. Aquests protegien eficaçment els vaixells soviètics, evitant els danys que podrien haver estat infligits a la flota soviètica en condicions meteorològiques favorables.
L'octubre de 2010, el govern rus va atorgar una llicència a la companyia petroliera russa Rosneft per desenvolupar l'estructura de petroli i gas East-Prinovozemelsky al mar de Kara.

## Abocaments nuclears
Hi ha preocupació per la contaminació radioactiva dels residus nuclears que l'antiga Unió Soviètica va abocar al mar i l'efecte que això tindrà en el medi marí. Segons un informe oficial del "Llibre blanc" compilat i publicat pel govern rus el març de 1993, la Unió Soviètica va abocar sis reactors nuclears submarins i deu reactors nuclears al mar de Kara entre 1965 i 1988. Els residus sòlids d'alta i baixa activitat descarregats dels submarins nuclears de la Flota del Nord durant els aprovisionaments dels reactors es van abocar al mar de Kara, principalment als fiords poc profunds de Nóvaia Zemlià, on les profunditats dels llocs d'abocament oscil·len entre els 12 i els 135 metres, i al seu estret a profunditats de fins a 380 metres. Es van alliberar residus líquids de baixa activitat als març de Barentsz i Kara. Una valoració posterior de l'Agència Internacional de l'Energia Atòmica va mostrar que les emissions són baixes i localitzades dels 16 reactors navals (informats per l'AIEA com a procedents de set submarins i del trencaglaç Lenin) que van ser abocats a cinc llocs del mar de Kara. La majoria dels reactors abocats havien patit un accident.
El submarí soviètic K-27 va ser enfonsat a la badia de Stepovogo amb els seus dos reactors plens de combustible nuclear gastat. En un seminari del febrer de 2012 es va revelar que els reactors a bord del submarí podrien tornar a assolir la criticitat i explotar (una acumulació de calor que condueix a una explosió de vapor enfront de la nuclear). El catàleg de residus abocats al mar pels soviètics, segons documents vists per Bellona, inclou uns 17.000 contenidors de residus radioactius, 19 vaixells que contenen residus radioactius, 14 reactors nuclears, entre ells cinc que encara contenen combustible nuclear gastat; 735 altres peces de maquinària pesada contaminada radioactivament, i el submarí nuclear K-27 amb els seus dos reactors carregats de combustible nuclear.

## Reserva natural
La Reserva Natural del Gran Àrtic —la reserva natural més gran de Rússia— va ser fundada l'11 de maig de 1993 per la Resolució núm. 431 del Govern de la Federació Russa (RF). La secció de les illes del mar de Kara (4.000 km²) de la Gran Reserva Natural Àrtica inclou: l'arxipèlag Sergei Kírov, l’illa Voronina, les illes Izvestiy TSIK, les Illes de l'Institut Àrtic, l’illa Svordrup, Uedineniya (Ensomheden) i una sèrie d'illes més petites. Aquesta secció representa bastant plenament la diversitat natural i biològica de les illes marines àrtiques de la part oriental del mar de Kara.
A prop, la Terra de Francesc Josep i l'illa Séverni al nord de Nova Terra també estan registrats com a santuari, el Parc Nacional de l'Àrtic Rus.